# Wzgórze (Czerna)
Wzgórze – część wsi Czerna w Polsce, położona w województwie małopolskim, w powiecie krakowskim, w gminie Krzeszowice.
W latach 1975–1998 Wzgórze administracyjnie należało do województwa krakowskiego.